# Велика Трновитиця
45°41′ пн. ш. 16°57′ сх. д. / 45.68° пн. ш. 16.95° сх. д.
Велика Трновитиця (хорв. Velika Trnovitica) — громада і населений пункт у Б'єловарсько-Білогорській жупанії Хорватії.

## Населення
Населення громади за даними перепису 2011 року становило 1 370 осіб. Населення самого поселення становило 631 осіб.
Динаміка чисельності населення громади:
Динаміка чисельності населення центру громади:

## Населені пункти
Крім поселення Велика Трновитиця, до громади також входять:
- Горня Площиця
- Горня Трновитиця
- Мала Млинська
- Мала Трновитиця
- Млинські Виногради
- Нова Площиця
- Велика Млинська